# Venčac
Venčac (izvirno srbsko Венчац) je naselje v Srbiji, ki upravno spada pod Občino Aleksandrovac; slednja pa je del Rasinskega upravnega okraja.

## Demografija
V naselju živi 321 polnoletnih prebivalcev, pri čemer je njihova povprečna starost 42,4 let (41,6 pri moških in 43,2 pri ženskah). Naselje ima 114 gospodinjstev, pri čemer je povprečno število članov na gospodinjstvo 3,51.
|  |

| Demografija | Demografija     | Demografija     |
| Leto        | Št. prebivalcev | Št. prebivalcev |
| ----------- | --------------- | --------------- |
|             |                 |                 |
|             |                 |                 |
|             |                 |                 |
|             |                 |                 |
| 1948        | 403             |                 |
| 1953        | 448             |                 |
| 1961        | 390             |                 |
| 1971        | 396             |                 |
| 1981        | 401             |                 |
| 1991        | 478             | 433             |
| 2002        | 456             | 400             |
|             |                 |                 |

| Etnična sestava po popisu iz leta 2002 | Etnična sestava po popisu iz leta 2002 | Etnična sestava po popisu iz leta 2002 | Etnična sestava po popisu iz leta 2002 | Etnična sestava po popisu iz leta 2002 |
| -------------------------------------- | -------------------------------------- | -------------------------------------- | -------------------------------------- | -------------------------------------- |
| Srbi                                   | Srbi                                   |                                        | 371                                    | 92,75%                                 |
| Hrvati                                 | Hrvati                                 |                                        | 1                                      | 0,25%                                  |
| Makedonci                              | Makedonci                              |                                        | 1                                      | 0,25%                                  |
| неопредељени                           | неопредељени                           |                                        | 25                                     | 6,25%                                  |
| Neznano                                | Neznano                                |                                        | 2                                      | 0,5%                                   |